# Jacob Rees-Mogg
Jacob Rees-Mogg (* 24. května 1969) je britský politik za Konzervativní stranu, v letech 2010 až 2024 poslanec Dolní sněmovny Spojeného království za obvod North East Somerset. Je znám svými konzervativními názory a podporou odchodu své země z Evropské unie.

## Život a politické názory
Je synem britského žurnalisty a dlouholetého šéfredaktora deníku The Times Williama Reese-Mogga. Narodil se ve venkovském sídle Ston Easton Park u Bristolu a byl vychován chůvou Veronicou Crookovou, jež pečuje i o jeho vlastní děti. Vystudoval elitní střední školu Eton College a následně historii na Trinity College Oxfordské univerzity. Ihned po dokončení studií si jej vybral za asistenta Chris Patten, poslední guvernér Hongkongu.
I v rámci Konzervativní strany je považován za výrazně sociálně konzervativního. Dlouhodobě podporuje odchod Spojeného království z Evropské unie (tzv. brexit) a již před referendem v roce 2016 výrazně pomáhal s kampaní straně, která propagovala odchod. Následně se stal členem skupiny Leave Means Leave (Odchod znamená odchod), která se staví proti oslabování výsledků referenda o brexitu. Rees-Mogg nevylučoval ani tzv. „tvrdý brexit“, tedy odchod země z unie bez následné dohody o vzájemných vztazích. Kontroverze vzbudila jeho obhajoba britských koncentračních táborů z období búrských válek.
Je římskokatolického vyznání. S manželkou Helenou de Chair má dceru a pět synů; nejstaršího syna Petera začal Rees-Mogg opatrně zapojovat i do veřejného života. Společně s manželkou vlastní majetek v hodnotě přibližně 120 milionů liber, včetně zámeckého sídla Gournay Court ve vesnici West Harptree v somersetském hrabství a luxusního pětipatrového domu v londýnském Westminstru.

## Politická kariéra
V letech 1997 a 2001 neúspěšně kandidoval do Dolní sněmovny Spojeného království, kam se dostal v roce 2010. Svůj poslanecký mandát obhájil ve volbách v letech 2015, 2017 a 2019, ve volbách roku 2024 jej ztratil. V roce 2013 měl proslov na slavnostní večeři organizace Traditional Britain Group, která je označována za krajně pravicovou, což později označil za chybu. Od července 2019 do února 2022 působil jako vůdce Dolní sněmovny, načež se stal náměstkem pro brexitové příležitosti a efektivitu vlády při úřadu vlády, kde setrval do září 2022. Od září do října 2022 byl ministrem hospodářství, energetiky a průmyslové strategie ve vládě Liz Trussové.